# WT1190F
WT1190F (9U01FF6, UDA34A3 o UW8551D) fue un pequeño satélite artificial de la Tierra, considerado basura espacial que impactó en la Tierra el 13 de noviembre de 2015 a las 11:48 (UTC +5) (± 1,3 s) en el sur de Sri Lanka, (6:18 UTC 0).
Primero fue descubierto el 18 de febrero de 2013, por el Catalina Sky Survey, pero se perdió de vista el 29 de noviembre de 2012. Fue nuevamente descubierto el 3 de octubre de 2015, y el objeto fue rápidamente identificado como el mismo objeto previamente avistado por el equipo, que han estado compartiendo sus datos a través de Minor Planet Center de la Unión Astronómica Internacional (MPC).

El objeto brillante en el centro es WT1190F, observado por un telescopio de la Universidad de Hawái.

Un cálculo mostró una órbita extremadamente elíptica, tomándolo del anillo de satélites geoestacionarios a casi el doble de la distancia de la Luna.
WT1190F había estado orbitando la Tierra como un satélite temporal desde mediados de 2009 (nombrado como Uwais). Si bien no se han identificado todos los satélites artificiales conocidos, su densidad estimada de 0,1 g / cm³ fue mucho menor de lo que cabría esperar de un objeto natural, ya que incluso el agua tiene una densidad de 1 g / cm³. Por lo tanto, los astrónomos de la Agencia Espacial Europea han llegado a la conclusión de que el objeto era probable un tanque de combustible de algún tipo.
Debido a su pequeño tamaño, se esperaba que la mayor parte o la totalidad del objeto se quemarían en la atmósfera antes de impactar, pero sería visible como una brillante bola de fuego si el cielo no estaba nublado.

## Historia

### Descubrimiento
WT1190F fue descubierto por primera vez por el Monte Lemmon, por un participante en el programa de levantamiento de objetos del Catalina Sky Survey cercanos a la Tierra.
El objeto fue identificado con una magnitud aparente de 19,5 el 18 de febrero de 2013, siendo designado como UDA34A3, pero se perdió poco después, con un arco de observación de sólo 5 horas. 

### Segundo y Tercer encuentro
Sin embargo, se le volvió a ver el 29 de noviembre de 2013 y se le dio la designación UW8551D, pero se perdió de nuevo, siendo observable durante 1 hora y 35 minutos. 
Fue reencontrado el 3 de octubre de 2015 y fue designado como WT1190F. Se encontró que orbita la Tierra, pero no como un satélite artificial conocido. La órbita del objeto pronto fue conocida, permitiendo más observaciones y el estudio de la naturaleza del objeto, que gracias a una observación anterior fue datado en junio de 2009.

## Órbita
El tipo de órbita que WT1190F tenía no era estable a largo plazo. Un objeto de este tipo de órbita era probable que impactara en la Tierra o la Luna, o adquirir suficiente velocidad orbital para ser expulsado a una órbita alrededor del Sol.
No era probable que había estado orbitando la Tierra durante décadas. En 2011 la órbita tenía una excentricidad de 0.33 y el perigeo (máximo acercamiento a la Tierra) de 248.000 km (154 000 millas).Se pasaron alrededor de 22.000 km de la Luna en el 2012 el 24 de mayo. En 2013 la excentricidad había aumentado a 0,70 y el perigeo disminuido a 105 mil km.

### Evolución
Durante la órbita de WT1190F, cambió significativamente en brillo, de una magnitud aparente 16 en el perigeo, de magnitud 23 en el apogeo. Pasó la mayor parte del tiempo con magnitud 20. Esto, combinado con la aceleración de la presión solar, el efecto Yarkovsky y perturbaciones orbitales frecuentes por la Luna, hace que sea difícil predecir con precisión su órbita y la ubicación. Alrededor de una hora antes de la entrada en la atmósfera, el objeto tenía una magnitud de 13,6, más o menos el brillo de Plutón.
| Año  | Excentricidad | Inclinación |
| ---- | ------------- | ----------- |
| 2011 | 0.94          | 3           |
| 2013 | 0.33          | 59          |
| 2015 | 0.70          | 78          |

## Impacto
WT1190F entró en la atmósfera a 11 km/s. Durante la reentrada se calculó que pudo haber caído en el océano cerca de 100 km fuera de Galle, Sri Lanka. El más cercano enfoque de Galle se produjo durante el vuelo atmosférico cuando el objeto tenía una altitud de 45 km y una distancia de 51 km. Para los observadores en Colombo, Sri Lanka, el objeto comenzó a 30° sobre el horizonte de un poco al sudoeste. Su masa no era suficiente para provocar un riesgo para la zona, produciendo una bola de fuego brillante. Los científicos querían estudiar WT1190F para comprender mejor la trayectoria y la entrada en la atmósfera de los satélites, basura y pequeños asteroides de órbita translunar. El Centro Astronómico Internacional (IAC) y la Agencia Espacial de los Emiratos Árabes Unidos utilizaron un jet Gulfstream 450 para estudiar el reingreso desde arriba de las nubes y la bruma. El equipo de observación en el aire capturó con éxito el reingreso en vídeo. El astrónomo Jonathan McDowell sugirió que WT1190F podría haber sido la etapa de inyección translunar para el Lunar Prospector o el cohete de la última etapa de la sonda Nozomi de Japón.
| Día                     | Distancia a la tierra | Velocidad (km/s) |
| ----------------------- | --------------------- | ---------------- |
| 13 (momento de impacto) | 0 km                  | 11.3             |
| 13 (Por la mañana)      | 89,914 km             | 2.8              |
| 12                      | 246196                | 1.4              |
| 11                      | 345999                | 1                |
| 10                      | 420800                | 0.8              |
| 8                       | 524608                | 0.5              |
| 5                       | 602399                | 0.2              |

## Observaciones
Los observadores sobre el terreno no podían ver la bola de fuego debido a la lluvia, pero el avión fue capaz de encontrar una abertura en las nubes. La bola de fuego era un objeto simple vista brillante. Los datos espectroscópicos adquiridos ayudarán a determinar de que estaba hecho el objeto.